# Christopher Luxon
Christopher Mark Luxon (Christchurch, 19 luglio 1970) è un politico e dirigente d'azienda neozelandese, 42º ed attuale Primo ministro della Nuova Zelanda, in carica dal 27 novembre 2023.
Leader del Partito Nazionale della Nuova Zelanda dal 30 novembre 2021 e membro del Parlamento neozelandese dal 17 ottobre 2020, in precedenza è stato amministratore delegato di Air New Zealand dal 2012 al 2019.